# Kopalnia Zabrze-Bielszowice
Kopalnia Zabrze-Bielszowice – nieistniejąca stacja kolejowa w Zabrzu, w woj. śląskim, w Polsce. Została otwarta w 1898 roku przez OSE. W 2007 roku została zlikwidowana.